# Fœrde de Kiel

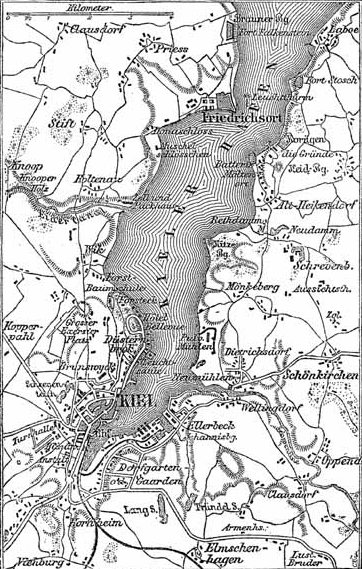
Carte de 1888

Le fœrde de Kiel, en allemand Kieler Förde, en danois Kielerfjorden, est un fœrde, un bras de mer caractérisé par sa côte basse et sa faible profondeur, qui n'est pas à proprement parler un fjord. 
D'une longueur d'environ 17 km, il s'étend de la Hörn dans le centre-ville de Kiel jusqu’à la baie de Kiel et la mer Baltique. Les mouvements des glaciers l’on formé au cours de la dernière période glaciaire. À la hauteur de Dietrichsdorf, il reçoit l’apport des eaux de la Schwentine. Le fœrde de Kiel est le débouché oriental du Canal de Kiel, qui relie la mer du Nord à la mer Baltique et permet d’éviter le contournement de la péninsule du Jutland. À l’endroit le plus étroit (1 km de large), le détroit de Friedrichsort (Friedrichsort Enge), se situe un port en eau profonde naturel. 